# Bazus-Neste
Bazus-Neste é uma comuna francesa na região administrativa de Occitânia, no departamento dos Altos Pirenéus. Estende-se por uma área de 2,49 km², Em 2010 a comuna tinha 62 habitantes (densidade: 24,9 hab./km²)..